# Võ Nguyên Giáp

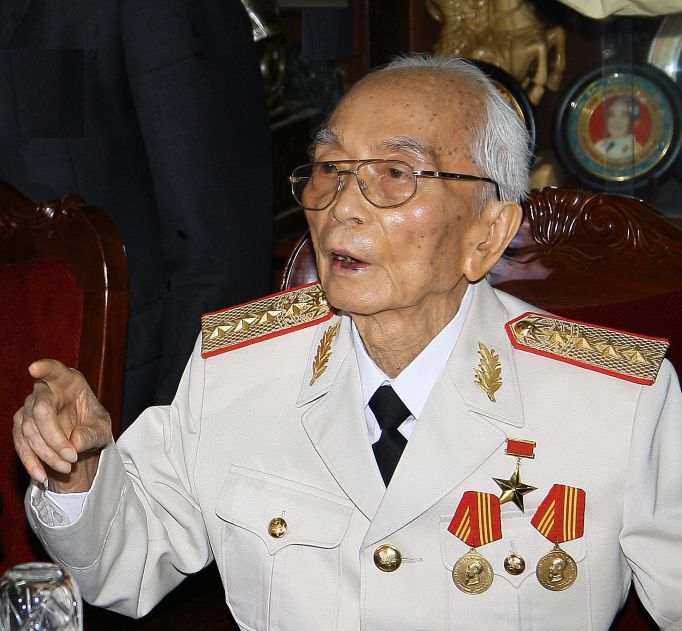
Giáp 2008-ban

Võ Nguyên Giáp (IPA: /vo: ŋʷǐˀən za:p/, kínai írásjegyekkel: 武元甲; Quang Binh, Francia Indokína, 1911. augusztus 25. – Hanoi, 2013. október 4.) vagy közismert becenevén Vörös Napóleon vietnámi katonatiszt, tábornok, politikus. Az egész hadtörténet egyik legnagyszerűbb katonai zsenije, aki győzelmet aratott a francia, az amerikai, a dél-vietnámi, a kambodzsai és a kínai hadsereg fölött is.

## 1945 előtti időszak
Giáp Quang Binh-ben végzett jogi egyetemet. Mielőtt belépett a hadseregbe, történelemtanár volt. Emellett újságíróként is dolgozott az 1930-as években, cikkeket írt a Tiếng Dân-ba, miközben aktívan részt vett különféle forradalmi mozgalmakban. 1931-ben csatlakozott a Vietnámi Kommunista Párthoz és részt vett több olyan tüntetésen, amelyen Franciaország indokínai uralma ellen tiltakoztak.
1930-ban letartóztatták a franciaellenes megmozdulásokban való részvétele miatt. 1939-ben betiltották Franciaországban a kommunizmust, ezért Phạm Văn Đồnggal Kínába menekült 1940-ben, ahol találkozott Ho Si Minh-nyel, a Việt Minh vezetőjével.
Később visszatért, és megszervezte a gerillahadsereget a franciák ellen.

## Indokínai háború (1946–1954)
1945. szeptember 2. – 1980. szeptember 2. között Vietnám honvédelmi minisztere volt, egyben belügyminiszter Ho Shi Minh kormányában és vezérkari főnök is. Több mint hétévnyi véres gerillaharc után Võ Nguyên Giáp tábornok vezetése alatt álló Việt Minh csapatai 1954-ben a Điện Biên Phủ-i csatában döntő csapást mértek a Christian de Castries ezredes vezette francia erőkre. Fontos szerepet játszott a vietnámi háborúban is.

## Vietnámi háború (1955–75)
Giápról bár sokan úgy gondolták, hogy ő volt az 1968-as Tết-offenzíva kitervelője, úgy tűnik, nem ez volt a valódi helyzet. A legjobb bizonyíték arra, hogy nem volt a Tết-offenzíva tervének a híve, az hogy amikor nyilvánvalóvá vált, hogy a tervet végrehajtják, Magyarországra jött orvosi kezelésre és addig nem tért vissza, amíg a támadás el nem kezdődött.
1969 januárjában Párizsban megkezdődtek a béketárgyalások az Egyesült Államok, Dél-Vietnám, Észak-Vietnám és a Vietkong képviselői között. Richard Nixon amerikai elnök , akárcsak előtte Lyndon B. Johnson elnök, meg volt győződve arról, hogy az USA kivonulása szükséges, de négy év telt el, mire az utolsó amerikai csapatok is távoztak.
1972 októberében a tárgyalófelek közel kerültek ahhoz, hogy megegyezzenek a konfliktus befejezését célzó formulában. A javaslat az volt, hogy a megmaradt amerikai csapatok kivonulnak Dél-Vietnámból, cserébe tűzszünetért és a Hà Nội által fogva tartott amerikai foglyok szabadon engedéséért. Abban is megállapodtak, hogy az észak- és dél-vietnámi kormányok hatalmon maradnak, és az újraegyesítést „lépésről lépésre, békés eszközökkel hajtják végre”. Bár az északiak 1972 tavaszán indított Nguyễn Huệ offenzíváját nagy veszteségekkel verték vissza, a javaslat nem követelte meg tőlük, hogy hagyják el a déli területeket. Az észak-vietnámi hadsereg így képes lett volna megvetni a lábát Dél-Vietnámban, ahová jövőbeli offenzívákat indíthatott volna.

## Háború Kambodzsával és Kínával
Nem sokkal Saigon 1975-ös eleste után megalakult a Vietnámi Szocialista Köztársaság. Az új kormányban Giáp 1976 júliusában miniszterelnök-helyettes lett. 1978 decemberében ő felügyelte a sikeres kambodzsai-vietnámi háborút, amely elűzte a vörös khmereket a hatalomból és ezzel véget vetett a kambodzsai népirtásnak. Megtorlásként válaszul Kambodzsa szövetségese, Kína 1979 januárjában támadást indított Észak-Vietnám ellen. Ismét Giáp lett a katonai műveletek általános felelőse, és egy hónap után sikerrel kiűzte a kínaiakat. 

## Későbbi évtizedek
1980-ban leváltották honvédelmi miniszteri posztjáról, 1982-ben a Politikai Bizottságból is elmozdították, ugyanakkor 1991-ig továbbra is megmaradt miniszterelnök-helyettesnek és a Központi Bizottság tagjának.
Visszavonulása után Hanoiban élt. Az elmúlt évtizedekben híve volt Vietnám és az Amerikai Egyesült Államok gazdasági közeledésének, lezártnak, de el nem felejtettnek tekintette a múltat. Több könyvet is írt a katonai stratégiáról. Võ Nguyên Giáp volt az utolsó a Vietnám függetlenségét kivívó vezérek közül, és rendkívül magas kort élt meg. 102 éves korában, 2013. október 4.-én hunyt el, állami temetésén több százezren vettek részt.